# Alfa-tomatine
Alfa-tomatine, ook wel kortweg tomatine genoemd, is een organische verbinding uit de groep der glycoalkaloïden, die zelf weer deel uitmaakt van de groep der alkaloïden. De zuivere stof komt voor als een witte, kristallijne, vaste stof. Alfa-tomatine is structureel gezien opgebouwd uit tomatidine en β-lycotetraose.

## Voorkomen en eigenschappen
Alfa-tomatine wordt aangetroffen in planten die behoren tot de nachtschadefamilie (Solanaceae) en komt niet alleen voor bij onrijpe (groene) tomaten, maar ook in de stengels en bladeren van de tomatenplant. Het beschermt de tomatenplant tegen insectenvraat en gaat aantasting door schimmels, zoals verwelkingsziekte, tegen. Sommige micro-organismen produceren echter het enzym tomatinase, dat tomatine kan afbreken.

## Werking bij inname

### Medicinale eigenschappen
Tomatine bindt in het lichaam aan LDL-cholesterol, waarna het door het lichaam wordt uitgescheiden. De stof werkt daardoor cholesterol-verlagend. Er zijn aanwijzingen dat zuivere tomatine de groei van vormen van kanker in dieren en mensen kan verhinderen en daarnaast het immuunsysteem kan bevorderen.

### Giftigheid
Alfa-tomatine is een plantentoxine. Vergiftigingsverschijnselen treden bij de mens al bij een inname van 25 mg van de stof. Een dosis van 400 mg kan al dodelijk zijn. Bij volwassenen is het giftig bij inname van minstens een pond tomatenbladeren.
Alfa-tomatine veroorzaakt evenals solanine een branderig en scherp gevoel in de keel, diarree, misselijkheid, versuftheid, angstgevoelens en krampen. Verder kan het leiden tot zweetaanvallen, ademnood en bewusteloosheid.